# تشارلز (لاعب كرة قدم برازيلي)
تشارلز (بالبرتغالية: Charles Rigon Matos‏) هو لاعب كرة قدم برازيلي في مركز الوسط، ولد في 1996. لعب مع نادي إنترناسيونال.

## وصلات خارجية
- تشارلز على موقع الاتحاد الأوربي (الإنجليزية)
- تشارلز على موقع قاعدة بيانات كرة القدم.إي يو (الإنجليزية)
- تشارلز على موقع Soccerway.com (الإنجليزية)